# دان بيلي
دان بيلي (بالإنجليزية: Dan Bailey) هو لاعب كرة قدم أمريكية أمريكي، ولد في 26 يناير 1988 في أوكلاهوما سيتي في الولايات المتحدة.

## وصلات خارجية
- دان بيلي على موقع مرجع كرة القدم المحترفة.كوم (الإنجليزية)